# بیماری ویپل
بیماری ویپل(به انگلیسی: Whipple's disease) بیماری نادری است که معمولاً مردان مسن را مبتلا می‌سازد. بیمار ممکن است تب، درد شکمی، استئاتوره همراه با کاهش وزن، لنفادنوپاتی و آرتریت داشته باشد.
عامل آرتریت عفونت باکتری تروفریما ویپلی (Tropheryma whipplei) است.
این بیماری ممکن است سوء تغذیه و کمبود ویتامینی ایجاد کند. آرتریت معمولاً مهاجر و متناوب است. درمان تتراسیکلین است.